# 1949 au Québec
Cet article traite des événements survenus en 1949 au Québec. 

## Événements

### Janvier
- 12 janvier : Le Devoir publie un document décrivant les problèmes d'East Broughton, envahie par la poussière d'amiante. Plusieurs habitants y ont attrapé une maladie incurable, l'amiantose. Le document accuse le gouvernement du Québec d'avoir toléré cet état de fait[1].
- 14 janvier : les négociations sont rompues à Asbestos entre l'Asbestos Corporation et le syndicat des mineurs, qui réclame une augmentation de 15 cents l'heure (de 85 cents l'heure à 1 $) et une amélioration des conditions de travail[2].
- 19 janvier : début de la première session de la 23e législature[3].
- 29 janvier : première du film Un homme et son péché[4].

### Février
- 14 février : début de la grève des mineurs de la Johns Manville à Asbestos. Le lendemain, le ministre du Travail, Antonio Barrette, déclare qu'il s'agit d'une grève illégale[5].
- 19 février : à la suite de l'occupation des bureaux de la Johns Manville par les grévistes, Québec envoie la police provinciale à Asbestos[6].
- 24 février : le discours du budget annonce des dépenses de 219 620 000 $ pour l'année 1948-1949[7].

### Mars
- 10 mars : clôture de la session à l'Assemblée législative[3].
- 14 mars : une section de la voie ferrée de la Johns Manville est dynamitée par des saboteurs à Danville[8].
- 21 mars : une échauffourée entre policiers et grévistes donne lieu à 6 arrestations à Asbestos[9].
- 31 mars : Terre-Neuve devient officiellement la dixième province canadienne[10].

### Avril
- 10 avril : la CTCC crée un fonds de 100 000 $ pour aider les grévistes de l'amiante[11].

### Mai
- 1er mai : lors d'une allocution, Joseph Charbonneau, archevêque de Montréal, prend parti pour les grévistes de l'amiante. Il déclare que "la classe ouvrière est victime d'une conspiration qui veut son écrasement", ce qui lui met à dos le gouvernement Duplessis[12].
- 5 mai : l'émeute éclate à Asbestos lorsque les grévistes tentent d'empêcher les scabs d'entrer dans l'usine. Des bombes lacrymogènes sont lancées par les policiers. Le lendemain, l'acte d'émeute est lû et cinq grévistes sont arrêtés[13].

### Juin
- 13 juin : Maurice Roy, archevêque de Québec, s'offre comme médiateur entre les grévistes et la Johns Manville[14].
- 27 juin : le Parti libéral de Louis St-Laurent remporte l'élection fédérale avec 193 libéraux élus contre 42 conservateurs, 12 sociaux-démocrates, 10 créditistes et 4 candidats indépendants. Au Québec, le compte est de 68 libéraux, 2 conservateurs et 3 candidats indépendants dont Camillien Houde dans Papineau[15].

### Juillet
- 1er juillet : fin de la grève de l'amiante. Les grévistes obtiennent une augmentation de 10 cents l'heure et l'assurance qu'il n'y aura pas de représailles de la part de la compagnie[16].
- 22 juillet : Adélard Godbout démissionne comme chef du Parti libéral du Québec[17].

### Août
- 9 août : une partie du village de Val-Senneville est détruite par un incendie[18].

### Septembre
- 8 au 16 septembre : la ville de Québec subit la première grève d'autobus de son histoire. Finalement, les chauffeurs reviennent au travail après avoir obtenu une augmentation de 8 cents l'heure[19],[20].
- 9 septembre : un Douglas DC-3 de la Quebec Airways s'écrase au Sault-au-Cochon à 65 km en amont de Québec. Le crash fait 23 morts[21].
- 23 septembre : un citoyen de Québec, Albert Guay, est arrêté car on le soupçonne d'être impliqué dans l'affaire de Sault-au-Cochon. Le lendemain, il est accusé formellement du meurtre de sa femme, morte dans le crash[22].

### Octobre
- 11 octobre : Ottawa adopte une loi faisant de la Cour suprême le tribunal de dernière instance au pays. Le droit d'en appeler au Conseil privé de Londres est ainsi aboli[23].
- 14 octobre : la commission municipale d'études des problèmes de la circulation et du transport à Montréal approuve la construction d'un premier réseau de métro[24].
- 18 octobre : les dix premiers ministres provinciaux acceptent l'invitation de Louis St-Laurent d'assister à une conférence fédérale-provinciale en janvier prochain afin d'en venir à une entente sur des amendements à la Constitution[25].

### Novembre
- 19 novembre : première du film Le Curé de village[26].
- 22 novembre : Pacifique Plante commence à écrire une série d'articles dans le Devoir démontrant que la pègre contrôle la haute administration de la ville de Montréal[27].
- 23 novembre : début des audiences de la commission Massey qui enquête sur l'avancement des arts, des lettres et des sciences au Canada. Maurice Duplessis met en doute sa légitimité car elle enquête sur des champs d'action propre aux provinces[28].

### Décembre
- 15 décembre : Inauguration du  Colisée de Québec[29].
- 20 décembre : une résolution du conseil municipal de Joliette expulse les Témoins de Jéhovah de la ville[30].
- 29 décembre : la CTCC approuve une proposition de Duplessis pour régler le conflit de l'amiante. Celle-ci prévoit l'insertion dans la convention collective de 1950 d'une clause d'ajustement automatique des salaires suivant la hausse du coût de la vie[31].

## Naissances
- Marc Laviolette (syndicaliste)  († 27 juin 2024)
- 7 janvier - Robert Lavoie (acteur)  († 3 décembre 2018)
- 14 janvier - Pierre Mailloux (psychiatre et animateur de radio) († 12 janvier 2024)
- 19 janvier - Luis de Cespedes (acteur) († 22 mai 2013)
- 24 janvier - Guy Charron (joueur et entraineur de hockey)
- 5 février - Yvon Vallières (président de l'Assemblée Nationale)
- 7 février - Jacques Duchesneau (policier et homme politique)
- 10 février - Jim Corcoran (auteur-compositeur-interprète)
- 23 février - Marc Garneau (astronaute et homme politique) († 4 juin 2025)
- 24 février - Gaston Lepage (acteur)
- 1er mars - Gilles Rivard (chanteur et compositeur) († 19 novembre 1991)
- 17 mars - Daniel Lavoie (chanteur)
- 29 mars - Pauline Marois (cheffe du Parti québécois et première ministre du Québec)
- 30 mars - Liza Frulla (femme politique)
- 31 mars - Gilles Gilbert (joueur de hockey) († 6 août 2023)
- 18 avril - Jean-François Lépine (journaliste et animateur de la télévision)
- 17 mai - Billy Diamond (Grand chef des Cris) († 30 septembre 2010)
- 2 juin - Pierre Légaré (humoriste)  († 5 octobre 2021)
- 4 juin - Gabriel Arcand (acteur)
- 12 juin - Marc Tardif (joueur de hockey et homme d'affaires)
- 13 juin - Jean-Pierre Bordeleau (joueur de hockey)
- 16 juin - Jean-Louis Levasseur (joueur de hockey)
- 15 juillet - Charles Tisseyre (journaliste)
- 27 juillet - André Dupont  (joueur de hockey)
- 1er août - Louis Tremblay (peintre)
- 3 août - Ron Fournier (animateur de la radio et journaliste)
- 29 août - Joe Norton (Grand Chef mohawk) († 14 août 2020)
- 2 septembre - Michel Belhumeur (joueur de hockey)
- 6 septembre - Carole-Marie Allard (femme politique) († 18 mars 2024)
- 13 septembre - Marcel Gauthier (humoriste)
- 26 septembre -
  - Daniel Rock (avocat, criminaliste)  († 12 août 2025)
  - Marie Tifo (actrice)
- 29 septembre - Nicole Martin (chanteuse) († 19 février 2019)
- 16 octobre - Francine Allard (romancière)
- 25 octobre - Réjean Houle (joueur et administrateur de hockey)
- 3 novembre - René Gagnon (acteur)
- 19 novembre - Claude Quenneville (animateur sportif)
- 24 novembre - 
  - Louise Laparé (actrice)
  - Maxime Arseneau (homme politique)
- 27 novembre - Nick Discepola (homme politique) († 21 novembre 2012)
- 8 décembre - Pierre Fournier  (dessinateur) († 11 novembre 2022)
- 12 décembre - Michel Matte (homme politique)
- 15 décembre - Denise Leblanc (femme politique) († 8 février 1999)
- 30 décembre - Jim Flaherty (ministre des finances fédéral) († 10 avril 2014)
- 31 décembre - Normand de Bellefeuille (écrivain, critique littéraire, professeur de littérature, poète) († 8 janvier 2024)

## Décès
- 2 juin - François Blais (homme politique) (º 22 août 1875)
- 4 septembre - Raymond-Raoul Bachand (avocat et homme politique)  (º 10 juillet 1889)

## Sources et références
1. ↑  Un village de trois mille âmes dans la poussière. East Broughton et l'amiantose. Le Devoir. 12 janvier 1949. p. 1
2. ↑  Jacques Lacoursière. Histoire populaire du Québec tome 4. Septentrion. 1997. p. 352
3. 1 2  « Chronologie parlementaire 1946-1949 » (consulté le 12 mars 2009)
4. ↑  Bilan du Siècle
5. ↑  Histoire populaire du Québec, tome 4, p. 353
6. ↑  Idem, p. 353
7. ↑  Pierre Laporte, « Les dépenses capitales entraînent un déficit de $25,680,000 », Le Devoir,‎ 25 février 1949, p. 6
8. ↑  La grève de l'amiante. Les pourparlers se poursuivent. Le Devoir. 14 mars 1949. p. 1
9. ↑  La matraque entre en action à Asbestos. Le Devoir. 22 mars 1949. p. 1
10. ↑  Bilan du Siècle
11. ↑  « La C.T.C.C. crée un fonds $100,000 », Le Devoir,‎ 10 avril 1949, p. 3.
12. ↑  Histoire populaire du Québec tome 4, p. 357-358
13. ↑  Idem, p. 358
14. ↑  Idem, p. 359
15. ↑  Élection des libéraux de Louis Saint-Laurent à la Chambre des Communes à Ottawa
16. ↑  Histoire populaire du Québec, tome 4, p. 359
17. ↑  « L'hon. Adélard Godbout abandonne la direction du parti libéral provincial », Le Devoir,‎ 22 juillet 1949, p. 1.
18. ↑  « Le village minier du nord, Val-Senneville, à demi-détruit par les flammes; feu de forêt maîtrisé à Nominingue », Le Devoir,‎ 9 août 1949, p. 1.
19. ↑  « Québec privé du service d'autobus par une grève des employés de garage », Le Devoir,‎ 9 septembre 1949, p. 1
20. ↑  « À Québec, les autobus reprennent leur service sur tous les circuits », Le Devoir,‎ 16 septembre 1949, p. 1.
21. ↑  Un avion s'écrase près de Québec: 23 morts. Le Devoir. 10 septembre 1949. p. 1
22. ↑  Dollard Dansereau. Causes célèbres du Québec. Leméac. 1974.
23. ↑  Bilan du Siècle
24. ↑  Nécessité de construire un premier réseau de métro à Montréal. Le Devoir. 15 octobre 1949. p. 1
25. ↑  La Constitution est indivisible, dit M. Drew. Consulter les législatures avant d'amender. Le Devoir. 18 octobre 1949. p. 1
26. ↑  Bilan du Siècle
27. ↑  Jean-Pierre Charbonneau. La filière canadienne. Éditions de l'Homme. 1975. p. 95
28. ↑  Histoire populaire du Québec, p. 373
29. ↑  Une histoire du Colisée de Québec: L'inauguration du nouveau Colisée en 1949
30. ↑  « Les Témoins de Jéhovah bannis de la ville de Joliette par une résolution du conseil municipal », Le Devoir,‎ 20 décembre 1949, p. 3.
31. ↑  Le conflit de l'amiante en voie d'être réglé. Le Devoir. 30 décembre 1949. p. 1